# Rudolf Höppner
Rudolf Höppner (* 28. Oktober 1923 in Güstrow; † 26. Juli 1996) war ein deutscher FDGB-Funktionär. Er war Vorsitzender der IG Chemie im FDGB, Vorsitzender des Bezirksvorstandes Ost-Berlin des FDGB und Abgeordneter der Volkskammer der DDR.

## Leben
Höppner, Sohn eines Schlossers, besuchte die Volksschule und erlernte von 1938 bis 1941 ebenfalls den Beruf des Schlossers, den er dann ausübte. 1942 wurde er zum Kriegsdienst bei der Wehrmacht eingezogen und geriet 1945 in sowjetische Kriegsgefangenschaft. Von 1945 bis 1948 besuchte er eine Antifa-Schule.
Nach seiner Rückkehr aus der Kriegsgefangenschaft wurde er 1948 Mitglied des FDGB und der SED. 1948/49 wirkte er als Vorsitzender des Kreisvorstandes Güstrow des FDGB, 1949/50 war er Sektorenleiter im FDGB-Landesvorstand Mecklenburg. Von 1952 bis 1959 war Höppner Leiter der Org-Instrukteur-Abteilung im FDGB-Bundesvorstand, von 1956 bis 1987 war er Mitglied des Bundesvorstandes des FDGB, bis 1979 auch Mitglied des Präsidiums des Bundesvorstandes. Von 1958 bis 1965 wirkte er als Vorsitzender des Zentralvorstandes der IG Chemie. Von 1966 bis 1968 studierte er an der Hochschule für Ökonomie in Berlin-Karlshorst mit Abschluss als Diplomwirtschaftler. Von 1968 bis 1979 war er Vorsitzender des Bezirksvorstandes Berlin des FDGB und Mitglied des Sekretariats der SED-Bezirksleitung Berlin.
Ab 1979 fungierte Höppner als stellvertretender Generalsekretär des Solidaritätskomitees der DDR.
Von 1971 bis 1986 war Höppner als Mitglied der FDGB-Fraktion Abgeordneter der Volkskammer.

## Auszeichnungen
- Fritz-Heckert-Medaille in Gold (1973)
- Vaterländischer Verdienstorden in Bronze, in Silber (1974) und in Gold (1983)
- Orden Banner der Arbeit Stufe I (1978)